# 差那提普·颂坎
差那提普·颂坎（皇家轉寫：Chanathip Sonkham，1991年3月1日—）生于博他仑，是一名泰国女子跆拳道、冰壶运动员。她在家中三个孩子中排行老幺，她最初因为觉得跆拳道制服很酷而开始接触跆拳道，在中学一年级结束至中学二年级开学前，她开始正式练习跆拳道。17岁时，她正式进入国家队。她在跆拳道生涯期间曾获得2012年伦敦奥运女子49公斤级铜牌、2013年世锦赛女子49公斤级金牌等。2024年，她受泰国国家奥林匹克委员会邀请参与冰壶运动，次年，她代表国家出战亚洲冬季运动会，成为历史上首位同时拥有亚洲运动会和亚洲冬季运动会参赛经历的泰国选手。